# Grumman JF Duck
Grumman JF "Duck" là một loại máy bay hai tầng cánh lưỡng cư.

## Biến thể

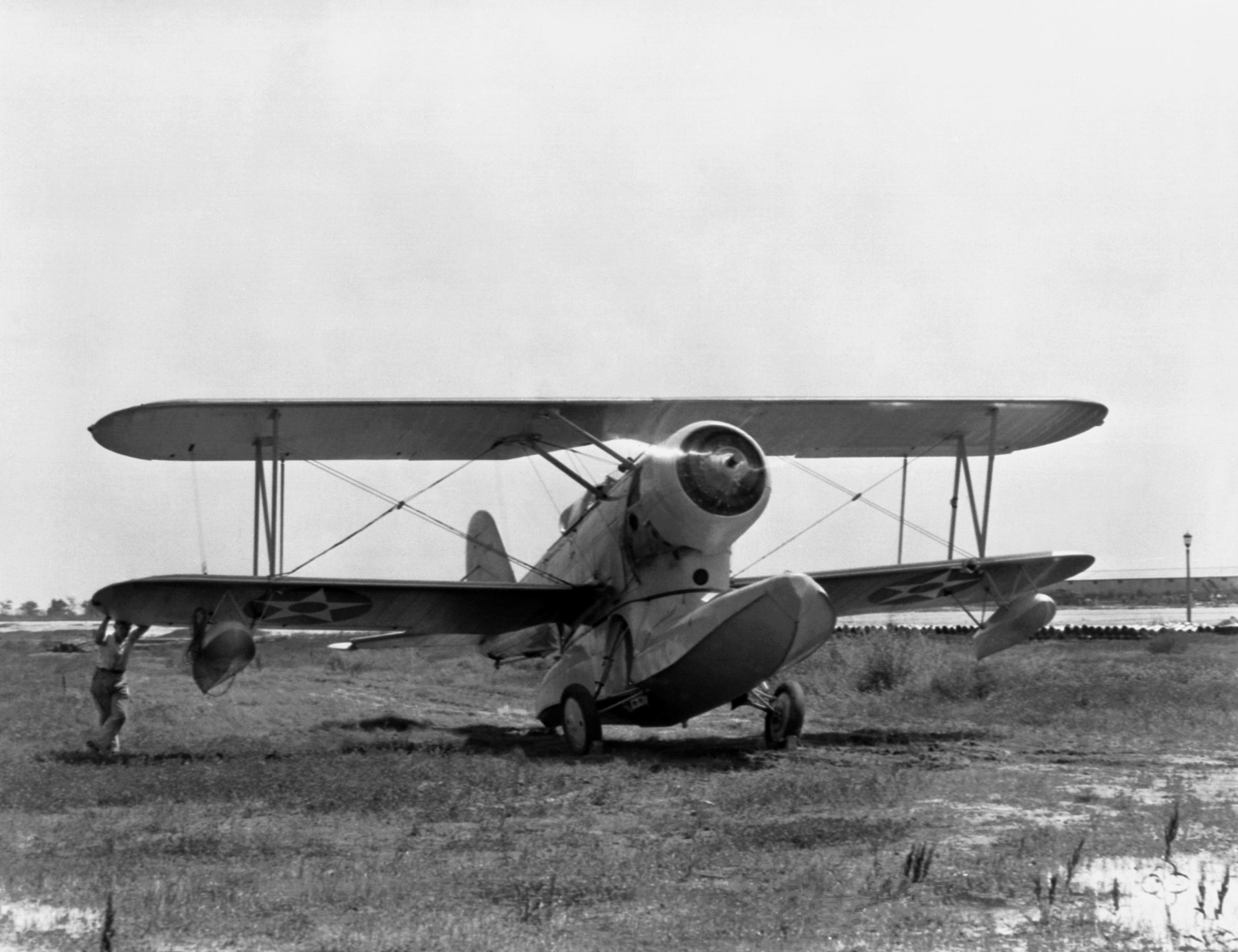
Grumman JF-1 Duck tại Langley

XJF-1
JF-1
JF-2
JF-3
JF-4
JF-5
JF-6
Grumman G-20

## Quốc gia sử dụng
Hoa Kỳ
- Hải quân Hoa Kỳ
- Bảo vệ Bờ biển Hoa Kỳ
- Thủy quân Lục chiến Hoa Kỳ

 Argentina
- Hải quân Argentina

## Tính năng kỹ chiến thuật (JF)
Dữ liệu lấy từ 
Đặc tính tổng quát
- Kíp lái: 3
- Sức chứa: tải trọng 851 lb (386 kg)
- Chiều dài: 32 ft 7 in (9,93 m)

JF-1 & JF-3: 33 ft (10 m)
- Sải cánh: 39 ft 0 in (11,89 m)
- Chiều cao: 15 ft 1 in (4,60 m)
- Động cơ: 1 × Pratt & Whitney R-1830 Twin Wasp , 700 hp (520 kW)

JF-1: 1 x 700 hp (522 kW) Pratt & Whitney R-1830-62
JF-2: 1 x 720 hp (537 kW) Pratt & Whitney R-1830-102
JF-3: 1 x 750 hp (559 kW) Pratt & Whitney R-1830-80
Hiệu suất bay